# Quiromasaje
Desde un punto de vista etimológico, el término quiromasaje procede de la unión de la voz griega "χείρ, χειρός" o sea "quiros", "manos", con la voz "masa" (amasar o apretar con suavidad). Así que literalmente significa 'masaje con las manos' o 'masaje manual' y se usa para diferenciarlo de los masajes que emplean aparatos eléctricos o instrumentos mecánicos. Las técnicas de masaje se establecen y aplican en función del objetivo específico a conseguir. El término "quiromasaje" define los estudios de ámbito privado impartidos inicialmente en España que posteriormente se ha ido extendiendo principalmente en otros países de habla hispana.

## Historia
Uno de los primeros registros de la palabra masaje y de la descripción de su uso, se ha encontrado recientemente en unos textos provenientes de la Antigua Mesopotamia. Escritos en sumerio y acadio titulados "Mushu´u" (masajes, en castellano). Según estos estudios publicados en marzo de 2007 por Barbara Böck, filóloga del Consejo Superior de Investigaciones Científicas (CSIC), los antiguos sumerios practicaban masajes hace ya 4000 años. Y data el inicio (documentado) del tratamiento por masaje en esa época.

### En España
La palabra ‘quiromasaje’ (QM) fue usada por primera vez en España por el Dr. V.L.Ferrándiz García (1893-1981), que cursó estudios de naturopatía en Estados Unidos y en Suiza. Donde se formó en el masaje tradicional europeo, el masaje sueco sistematizado por P. Henrik Ling (1776-1839). Ling, que nacido en Suecia, viajó a China y a su regreso importó diversas técnicas de masaje con las que desarrolló el «sistema sueco de ejercicio y masaje», del que el Quiromasaje es una modalidad.
Inicialmente el tratamiento por masaje se popularizó, al favorecer la recuperación en multitud de lesionados y heridos de las guerras. Pero decayó de nuevo, al popularizarse los instrumentos de estimulación y rehabilitación electro-mecánicos, y también por la falta de preparación científico-médica de algunos masajistas. El QM ha dejado atrás el uso exclusivo de las maniobras clásicas del masaje sueco y ha integrado otras técnicas, principalmente maniobras del masaje japonés, digitopuntura, del masaje sensitivo o de las técnicas miofasciales entre otras. Cumpliendo así la tendencia actual en el tratamiento manual, ir hacia el empleo de “técnicas de masaje ecléctico” (ecléctico o combinado).
Sin embargo, es importante destacar que el profesional encargado de prevenir y tratar lesiones, dolencias, y diversas patologías, es a términos legales el Médico (Medicina), ya que es a éste a quien la ley habilita para ello como define el Acto Médico.

## Definición, efectos y acciones
El "quiromasaje" es un método de exploración (mediante la palpación perceptiva) y de tratamiento manual, aplicado sobre la cubierta corporal y trasmitido por la presión mecánica de las manos a los diferentes órganos y tejidos del cuerpo humano, que tiene a la vez, efectos reguladores sobre el dolor, la sensación general de energía, los estados de ánimo, el cansancio y en general sobre la psique. Según la indicación y los objetivos de tratamiento propuestos, se pueden lograr efectos que generan acciones directas y/o reflejas sobre el organismo. 
Los beneficios del masaje han llegado hasta nuestros días evoluciónando desde las técnicas más simples para proporcionar relajación y favorecer el sueño, hasta el desarrollo específico de algunas más complejas para aliviar o eliminar dolencias concretas del cuerpo y/o el organismo. A continuación se especifican los principales efectos :
- Mecánicos: en referencia a como las fuerzas mecánicas relacionadas con cada maniobra afectan a los tejidos.
- Fisiológicos-higiénicos: cuando se efectúa el masaje en una persona sana para proporcionar mayor vigor al organismo o para aliviar el cansancio y, éste se asocia a la práctica de ejercicio físico o gimnasias suaves, y/o sauna, baño de vapor o baño turco, etc.
- Preventivos: se cumplen cuando se localiza y delimita por palpación una zona tensa o con posible lesión, se lo comunicamos al sujeto que recibe el masaje y si es factible se deriva al fisioterapeuta, que es el profesional que legalmente está capacitado para tratar el síndrome del dolor miofascial. Además al aconsejar que el tratamiento este unido a la práctica de ejercicio moderado, se consigue fomentar el bienestar y que el masaje perdure. Cumpliéndose así varias de las funciones del terapeuta manual: cuidar-prevenir, tratar y promover la salud.
- Terapéuticos: cuando se utiliza el masaje para mejorar la función circulatoria, recuperar la movilidad restringida entre los tejidos dañados, aliviar y/o reducir el dolor, o para optimizar la conciencia sensorial. En el momento en que el masaje proporciona apoyo humano, relajación y bienestar, ayudando en la recuperación y el mantenimiento de la salud se convierte, aun sin pretenderlo, en un acto terapéutico.
- Estéticos-higiénicos: al movilizar la piel se provoca un efecto mecánico de arrastre o limpieza de esta, eliminando así las células descamativas. Cuando el QM tiene por finalidad mejorar el aspecto externo de la persona, eliminando los depósitos de grasa, devolviendo al músculo su tono y relajando el cansancio. Tiene resultados higiénicos puesto que al eliminar el cansancio en una persona sana produce un resultado estético.
- Deportivos: cuando se efectúa para preparar a un deportista con finalidad competitiva antes, durante y después de la práctica del mismo.
- Psicológicos-anímicos: el contacto de la mano experimentada proporciona calma, seguridad y confort a la persona tratada, le proporciona relajación, a la vez que regula y alivia la tensión psicofísica.
- Regula la función: masaje ayuda a mejorar la capacidad de autocuración de nuestro cuerpo.

Y como bien matiza el Dr. Ulrich Storck: “nunca hay que olvidar que el éxito del masaje depende de los múltiples efectos indisolublemente ligados unos a otros”. Efectos que generan acciones directas y/o reflejas, sobre el organismo, detalladas a continuación:
- 1º Directas o locales: relacionadas con la acción mecánica de la mano sobre los tejidos, son aquellas que se manifiestan en el lugar de aplicación. Por ejemplo: Calentamiento moderado por la fricción; bombeo de la circulación sanguínea; estiramiento de los tejidos blandos; despegue de los tejidos cicatrizales; colaborar en la rotura de adherencias y fibrosis; aumento de la permeabilidad entre tejidos; descarga de enzimas; mejora la elasticidad de los tejidos y favorece el deslizamiento entre ellos

- 2º Indirectas o reflejas: surgen a distancia del lugar de aplicación, ejemplos: Relajación; favorecer el sueño; aliviar del dolor; favorecer la microcirculación; proporcionar equilibrio del Sistema Nervioso Autónomo. Estas acciones son similares a las indicadas en otras terapias reflejas como la reflexología, acupuntura, facioterapia...

La combinación de acciones y efectos generan una respuesta sobre los diferentes tejidos y órganos, así como cambios positivos y equilibrantes sobre los diferentes estados de ánimo y de la energía. El Dr. Storck especifica aún más: "donde quiera que deba considerarse un incremento de la capacidad para cumplir las exigencias planteadas, es decir, donde se haya implantado un cierto cansancio orgánico y tisular, el estimulo del masaje es el medio curativo más eficaz"; y designa al masaje como "regulador de la función".
Podemos añadir que la suma de efectos y acciones del masaje activa así mismo la capacidad de autocuración del organismo.

## Técnica e indicaciones
Las técnicas de masaje se establecen y aplican en función del objetivo específico a conseguir. En caso de un masaje para relajación, inicialmente, se realiza "según demanda". Pero en caso de dolor -con el objetivo de: "conociendo el terreno a tratar evitar causar daño"-, y después de la recogida de datos y la posterior observación, se emplean técnicas de palpación y valoración como la "prueba del pliegue cutáneo de Kibler", o "pinza rodada durante el tratamiento", que permite apreciar zonas de hiperalgesia (las zonas de Head: zonas de hiperalgesia de la piel asociadas dolor referido, que manifiesta una alteración de un órgano interno, son muy sensibles al roce, al frío y al calor); a la rigidez muscular y/o trastornos vegetativos.

### Técnica
En la práctica el quiromasaje se basa en la utilización de una combinación de movimientos técnicos denominados maniobras. Algunos son similares a los movimientos de amasar una masa para el pan: los Amasamientos; otros aportan un componente de fricción, presión, percusión o de vibración. A los que se pueden añadir cinesiterapia pasiva adecuada a cada situación, más estiramientos, y movilización articular apropiada, etc.
Generalmente el contacto se ejerce de un modo progresivo y extenso al principio para ir centrándose en las áreas más limitadas y tensas conforme progresa el tratamiento, de igual modo las maniobras se aplican de menor a mayor intensidad siendo la intensidad media y media-alta las más habituales y, se suele terminar con suave. Aunque ciertas maniobras que poseen su propia intensidad, p.e.: los "roces suaves", también llamados "pases neurosedantes" se aplican superficialmente "casi sin tocar" y lentamente. En cambio la fricción requiere un mayor contacto y velocidad.

### Indicaciones
El masaje mejora el funcionamiento de las articulaciones, aumenta el riego sanguíneo y, favorecen los movimientos peristálticos del colon. Se incrementa el drenaje de fluidos (linfa y sangre), optimizando el funcionamiento de los órganos y, el transporte de oxígeno en la sangre, fundamental para restaurar la función. 
Asimismo las maniobras de "bombeo" favorecen el "efecto de lavado pasivo", eliminando las sustancias de desecho producidas por el metabolismo muscular. Y de un modo reflejo el masaje colabora activamente en la regulación y equilibrio de los estados anímicos.
El masaje cumple varios de los preceptos de Andrew Taylor Still, uno es: "La regla de la arteria es absoluta" ya que nutre, limpia y aumenta las defensas de los tejidos, el otro es la "Ley de autocuración del cuerpo" pues lo anterior citado activa la Vis medicatrix naturae, la capacidad de autocuración del cuerpo humano.

## Medios y agentes que facilitan el desplazamiento de las manos
Para facilitar el desplazamiento de las manos durante el masaje, se precisa, por regla general, una "medida justa" de crema o aceite. Y en determinadas maniobras para obtener un mejor agarre se usa talco o magnesia, asimismo cuando la piel lo permite se trabaja sin mediadores.
- Antes de aplicar productos con esencias o perfume hay que conocer si la persona que recibe el tratamiento es propensa a algún tipo de reacción o alergia.
- Asimismo los agentes que contienen medicamentos (tanto alopáticos, como homeopáticos), están directamente descartados, sin prescripción previa.

Por otro lado, y teniendo lo anterior presente, es muy agradable y útil durante el tratamiento utilizar las propiedades aromáticas, de los aceites esenciales (diluidos, previamente en otros aceites vehiculares o agua), conocido en medicina alternativa como aromaterapia.

## Contraindicaciones
El masaje es un procedimiento seguro. Sin embargo, si su aplicación no es la apropiada o es inadecuada puede causar daños. Por ello aunque las ventajas sean numerosas es importante conocer las principales contraindicaciones para no perjudicar y actuar con seguridad y eficacia. Por lo que es necesario realizar: Una evaluación cuidadosa; El seguimiento de la situación general del paciente y los efectos tratamiento.
Como su nombre indica, las contraindicaciones, se refieren a aquellos casos en los que de una forma parcial o total, no conviene efectuar masaje. Y se reducen, en su mayoría, a la aplicación del masaje en el área a tratar. Por ejemplo (p.e.): es acertado aplicar QM en la zona cervical y en el músculo trapecio, a una persona con una enfermedad arterial importante de las extremidades inferiores (EEII). Pero no es adecuado realizar masaje en las EEII en caso de un edema importante, en ellas.
A continuación se citan las contraindicaciones más importantes:
- Durante los tres primeros meses del embarazo (después, con prescripción médica).
- Enfermedades infecciosas de la piel (p.e.: hongos, lupus o LES) y otras no infecciosas generalizadas (p.e.: dermatitis alérgica). Úlceras por decúbito (o UPP) y quemaduras.
- Enfermedades vasculares inflamatorias (p.e.: flebitis) inflamaciones de los ganglios linfáticos y cadenas ganglionares. Debilidad vascular y retenciones circulatorias graves.
- Trombosis y embolia arterial, por riesgo de embolismo pulmonar o de otros tejidos del organismo, venas varicosas avanzadas y en cardiopatías en general (p.e.: taquicardias, hipertensión arterial).
- Inflamaciones agudas o patológicas con la sintomatología típica: calor, rubor (color) y aumento de volumen (tumor) y dolor.
- Hematomas recientes, hemorragias, heridas sin cicatrizar, esguinces agudos, contusiones de importancia, edemas agudos, derrames articulares.
- Enfermedades agudas o en fase evolutiva, como estados febriles, náuseas, úlceras gástrica ó duodenal muy avanzada.
- Enfermedades de tipo metabólico como la gota.
- Fibrosis y enfermedades musculares degenerativas.
- Enfermedades reumáticas agudas.
- Enfermedades infecciosas o tumorales.
- Procesos inflamatorios de origen bacteriano.
- Problemas renales en fase aguda. Cálculos de riñón, vesícula en fase de expulsión.
- Rotura o desgarros de músculos, vainas, tendónes, ligamentos.
- Traumatismos recientes y tratamientos quirúrgicos.
- Enfermedades del Sistema nervioso: Lesiones de las vías piramidales. Pacientes con cuadros de compresión nerviosa.

Por regla general ante cualquier dolor que no se alivia con el masaje, sino que aumenta o empeora, se debe pensar que habrá alguna causa que nos indica que esta contraindicado, y se debe sospechar que: hay algún problema nuevo o, que el diagnóstico y por tanto el tratamiento no son los adecuados. En cualquier caso debemos remitir el paciente a su médico, para una nueva valoración.

## Masaje y dolor
La aplicación de las maniobras de masaje no deben causar dolor, es recomendable estar atentos a las reacciones del sujeto que lo recibe, aplicando el contacto (como ya se comentó) de un modo progresivo y extenso al principio para ir centrándose en las áreas más limitadas y tensas conforme progresa el tratamiento. Por otro lado, en el caso de un sujeto que llega con dolor, el masaje es un buen recurso para aliviarlo.
Pues aumenta la circulación y favorece el retorno venoso; ayuda a drenar el exceso de linfa que se forma en las áreas edematosas. Permite liberar las fibras nerviosas atrapadas por desequilibrios mecánicos en las articulaciones y en los tejidos blandos que la rodean al relajar las áreas de tensión.
Al tocar con suavidad la piel, o mediante una presión mantenida los tejidos blandos durante el masaje se estimulan los mecanorreceptores (los corpúsculos o receptor sensorial de los cambios provenientes de la aplicación de la energía mecánica: tacto, presión, vibración). Esto permite "bloquear" el ascenso por la médula espinal de los impulsos dolorosos, trasmitidos por los receptores de dolor, (los nociceptores), en su camino hacia el encéfalo.
Respecto a esto R. Melzack y P. Wall desarrollan en 1965 y corrigen en 1980, la "teoría de la compuerta o de la puerta de entrada"...del dolor, o "the gate control theory of pain" , en la que propugnaron la existencia de un mecanismo inhibitorio del dolor en la médula espinal que podía ser activado por conexiones neuronales locales como, por ejemplo, las fibras aferentes que transmitían el tacto. Años más tarde los vacíos encontrados en dicha teoría llevó a constatar la existencia de más de un tipo de dolor según el mecanismo fisiopatológico implicado.
Recopilando los datos conocidos en la última década sobre el estudio del dolor, se dedujo que este ya no puede ser considerado tan sólo como una sensación subjetiva (John J.Bonica, 1984, International Association Studi of Pain, IASP ), sino más bien como experiencia sensorial y emocional en la que también participan aspectos sociales, como la educación, los factores culturales o las expectativas. Ya que son las personas las que padecen dolor. Y es ahí donde la terapéutica manual puede ayudar aportando equilibrio, calma, estimulando el poder autocurativo del receptor del masaje y, por tanto su salud.

## Técnica con sensibilidad
La cualidad de la sensibilidad es la facultad para percibir e interpretar el estado de ánimo, el carácter y la forma de actuar de las personas, así como la naturaleza de las circunstancias y los ambientes que en cada momento nos rodean, para actuar de forma adecuada en beneficio de los demás. Si a ello le unimos el aprendizaje de unas capacidades técnicas (en nuestro caso, del que aplica el masaje) para regular el contacto y el ritmo de las diferentes maniobras; la presión, velocidad y el tiempo, podremos influir tanto sobre tejidos y órganos del cuerpo, como en la sensación general de los diferentes estados de ánimo.
Esta manera de actuar del masajista mediante una: "técnica con sensibilidad", le permite lograr un efecto equilibrante sobre el sistema nervioso, así la suma de todas las posibilidades del masaje activan la capacidad de autocuración de la persona tratada. No se debe olvidar que por medio de la escucha y el con tacto terapéutico, el masaje posee gran utilidad como medio de soporte humano, y (previa supervisión médica) para atenuar el estrés producido por el cáncer u otras enfermedades de carácter grave.

## Formación
Los estudios de quiromasaje capacitan formativamente al futuro masajista para que conociendo el terreno que debe tratar evite causar daño, ya que el principio hipocrático : "Primum non nocere" (Lo primero es no dañar), se aplica también al masajista. El diagnóstico y la indicación recae en el médico. Los estudios son de ámbito privado, no son oficiales, pero sí autorizados por el Ministerio de Educación, Política Social y Deporte de España, y legalizados por los diferentes organismos de las Comunidades Autónomas. Aun así, hay que resaltar que, actualmente desde el punto de vista legalista se permite el tratamiento de prevención y el de secuelas de lesiones crónicas, pero no habilitan ni capacitan para tratar lesiones agudas.
Durante su formación el estudiante de masaje, es instruido en anatomía y la técnica propia del QM. Así mismo, se le forma en cuestiones relacionadas con la conducta ética (personal, social y profesional, ya que un aspecto implícito durante el masaje es la relación masajista - cliente, aspecto que obliga a tener en cuenta un hecho: Las diferentes maniobras son el instrumento físico del masaje, se aplican en función de un fin y son el fiel reflejo, al mismo tiempo, de la persona que las utiliza. De igual modo se hace hincapié en el estudio de los efectos, indicaciones y contraindicaciones del masaje (alguna de ellas mencionadas anteriormente).
En España no existe formación homologada en esta rama parasanitaria, y el Ministerio de Sanidad español reafirmó en 2021 que "las terapias naturales, como la osteopatía, quiropraxia y quiromasaje, son actividades sanitarias y deben ejercerse bajo la vigilancia y el control de personal sanitario y en instalaciones que tengan la consideración de centros sanitarios".

## Cuestiones administrativas y legales del quiromasaje (QM) en España
Debido a la falta de regulación en el sector, existe un notable grado de desconocimiento y confusión de la realidad jurídico-laboral de la práctica del quiromasaje y de la profesión de Quiromasajista. En los distintos epígrafes se pormenorizan detalladamente a continuación diversas cuestiones ocupacionales, tributarias, académicas y sanitarias relacionadas con la práctica del Quiromasaje sobre la base de la estricta vigilancia de la legalidad vigente a fecha actual (julio de 2010).
- Cuestiones ocupacionales

El Catálogo Nacional de Ocupaciones recoge el QM en los códigos 312 y 322. El quiromasajista ejerce su actividad profesional en gabinetes o consultas de ejercicio privado, gimnasios, equipos deportivos, centros de estética y peluquería, SPA o Wellness, o como parte de un equipo multidisciplinar de salud.
- Cuestiones tributarias

De conformidad con lo dispuesto en el Real Decreto 1175/1990, las obligaciones tributarias de esta actividad profesional aparecen recogidas, bien como actividad empresarial en el grupo 944 (Servicios de naturopatía, acupuntura y otros servicios parasanitarios), bien como actividad profesional en el Grupo 841 (Naturópatas, acupuntores y otros profesionales parasanitarios) o también en el epígrafe 839 (Masajistas, Dietistas y Auxiliares de Enfermería)
Para poder tener el Alta Fiscal hay que adquirir el impreso Modelo 036 ó 037 en la Delegación de Hacienda y posterior alta en el Régimen de Autónomos de la Seguridad Social
- Cuestiones académicas

En España, la formación de QM se imparte en academias privadas, siendo la carga lectiva presencial, más los trabajos curriculares a entregar durante el curso normalmente de entre 120-180 horas, aunque no existe un número mínimo que lo regule. También hay algunas modalidades a distancia o virtual.
La validez académica del Título de Quiromasajista en España no es otra que la que les otorgan los propios centros formativos privados que lo expiden en tanto que ‘títulos propios’. Y no tiene reconocida validez académica oficial por parte del Ministerio de Educación y Ciencia ni por ningún otro Organismo y/o Institución Pública, Estatal o Autonómica de España, pero si que autorizan su enseñanza tanto el Ministerio de Educación, Política Social y Deporte de España, y legalizados por los diferentes organismos de las Comunidades Autónomas.
- Cuestiones sanitarias

La figura de masajista o del quiromasajista como profesión sanitaria desapareció oficialmente por un Decreto Ministerial con fecha del 16 de mayo de 1979. A fecha actual sigue sin estar reconocida como tal, esto es, sanitaria o con capacitación legal para el tratamiento de enfermos y lesionados, tal y como se recoge en la Ley 44/2003 de Ordenación de las Profesiones Sanitarias. A pesar de ello, se demandan cada día más sus servicios en centros y gabinetes médicos o de mutuas privadas, como apoyo terapéutico.